# Hadrogryllacris lepida
Hadrogryllacris lepida är en insektsart som först beskrevs av Walker, F. 1871.  Hadrogryllacris lepida ingår i släktet Hadrogryllacris och familjen Gryllacrididae. Inga underarter finns listade i Catalogue of Life.